# Jacques Clancy
Jacques Clancy (17 de mayo de 1920 – 19 de mayo de 2012) fue un actor teatral y cinematográfico de nacionalidad francesa. 

## Biografía
Nacido en Eysines, Francia, su nombre completo era Jacques Michel Clancy.
Fue miembro de la Comédie-Française, y viajó con Louis Jouvet en gira por América del Sur. 
Cuando en 1968 se propuso abrir el Centro experimental de Vincennes (futura Universidad de Paris 8), Jacques Clancy fue designado para crear el departamento Teatro. En dicha function, invitó a compañías como Bread and Puppet Theatre y The Living Theatre. 
Retirado en 1986, según la web Landru Cimetières, Jacques Clancy falleció en 2012 y fue enterrado en el Cementerio de Tresses.

## Teatro
- 1939 : Asmodée, de François Mauriac, escenografía de Jacques Copeau
- 1942 : On ne badine pas avec l'amour, de Alfred de Musset, escenografía de Louis Jouvet, gira por América del Sur
- 1949 : Jeanne la Folle de François Aman-Jean, escenografía de Jean Meyer, Comédie-Française en el Teatro del Odéon
- 1950 : La Belle Aventure, de Gaston Arman de Caillavet, Robert de Flers y Étienne Rey, escenografía de Jean Debucourt, Comédie-Française
- 1950 : Les Sincères, de Pierre de Marivaux, escenografía de Véra Korène, Comédie-Française
- 1957 : Histoire de rire, de Armand Salacrou, escenografía de Jean Meyer,  Théâtre des Célestins

## Filmografía
- 1938 : Carrefour, de Kurt Bernhardt
- 1945 : Un ami viendra ce soir, de Raymond Bernard
- 1950 : Caroline chérie, de Richard Pottier
- 1950 : Sous le ciel de Paris, de Julien Duvivier
- 1951 : Deux sous de violettes, de Jean Anouilh
- 1952 : Le Gantelet vert, de Rudolph Maté y Louis A. Pascal
- 1952 : La Dame aux camélias, de Raymond Bernard
- 1954 : Le Rouge et le Noir, de Claude Autant-Lara
- 1955 : Impasse des vertus, de Pierre Méré
- 1955 : Marguerite de la nuit, de Claude Autant-Lara
- 1956 : Un matin comme les autres, de Yannick Bellon
- 1957 : En cas de malheur, de Claude Autant-Lara